# Live in Europe (альбом Отіса Раша)
Live in Europe — концертний альбом американського блюзового музиканта Отіса Раша, випущений у 1982 році лейблом Isabel.

## Опис
Концертний альбом був записаний 9 жовтня 1977 року в Нансі, Франція в рамках фестивалю «Nancy Jazz Pulsations». Отіс Раш грає з гітаристом Бобом Лівайсом, басистом Бобом Строджером та ударником Джессі Льюїсом Гріном. Альбом вийшов у 1982 році на французькому лейблі Isabel і спродюсував його Дідьє Трікар. Гурт виконує такі хіти Раша, як «All Your Love (I Miss Loving)» і «I Can't Quit You Baby» (написана Віллі Діксоном), «You're Breaking My Heart» Б. Б. Кінга, «Crosscut Saw» Альберта Кінга та ін.
У 1986 році альбом Live in Europe: Otis Rush (Isabel/Франція) отримав нагороду Annual Blues Awards в категорії «Сучасний блюз-альбом».
У 1993 році альбом був перевиданий в США на CD лейблом Evidence із трьома додатковими композиціями «I Wonder Why» (інстр.), «Feel So Bad» і медлі: «Society Woman»/«Love Is Just a Gamble».

## Список композицій
1. «Cut You Loose» (Мел Лондон) — 5:35
2. «All Your Love I Miss Loving» (Отіс Раш) — 6:45
3. «You're Breaking My Heart» (Б. Б. Кінг) — 8:07
4. «Crosscut Saw» (Р. Дж. Форд) — 4:40
5. «I Can't Quit You Baby» (Віллі Діксон) — 4:40
6. «I'm Tore Up» (Айк Тернер, Ральф Басс) — 5:08
7. «Looking Back» (Отіс Раш) — 5:17

## Учасники запису
- Отіс Раш — гітара, вокал
- Боб Лівайс — ритм-гітара
- Боб Строджер — бас-гітара
- Джессі Льюїс Грін — ударні

Технічний персонал
- Дідьє Трікар — продюсер
- Жан-Пьер Арньяк — фотографія